# Connect (série de televisão)
Connect (hangul: 커넥트; rr: Keonekteu, bra: Interligados) é uma futura série de televisão via streaming sul-coreana, dirigida por Takashi Miike, estrelada por Jung Hae-in, Go Kyung-pyo e Kim Hye-jun. Baseado em um webtoon de mesmo nome, a série retrata uma história misteriosa que ocorre quando um homem que foi privado de uma parte de seu corpo por caçadores de órgãos, se conecta com uma pessoa que recebeu um transplante de órgão. Estreou no Disney+ em 7 de dezembro de 2022.

## Sinopse
Um novo ser humano, Connect, que tem um corpo imortal, foi sequestrado por uma organização de tráfico de órgãos. No meio da cirurgia, ele de repente acorda em uma mesa de operação e consegue escapar com o único olho restante. Então ele descobre que ainda pode ver de seu olho perdido, que agora foi transplantado para um serial killer que fez muito barulho na Coréia. Determinado a recuperar o que foi levado, Dong-soo persegue o assassino para se recuperar.

## Elenco
- Jung Hae-in como Ha Dong-soo, [5] um humanoide imortal que perdeu um olho.
- Go Kyung-pyo como Oh Jin-seok, [6] um serial killer que recebeu um transplante de olho de Connect.
- Kim Hye-jun como Lee I-rang, [7] um ajudante misterioso que conhece o segredo de Connect
- Kim Roi-ha como Detetive Choi[8]
- Jang Gwang[9]

## Episódios
| N.º | Título              | Dirigido por  | Escrito por              | Lançamento            |
| --- | ------------------- | ------------- | ------------------------ | --------------------- |
| 1 | "Conexão" "접속"    | Takashi Miike | Masaru Nakamura e Ha-dam | 7 de dezembro de 2022 |
| Dongsoo é sequestrado e tem um olho removido por um caçador de órgãos. Dongsoo consegue fugir. Enquanto isso, o artista cadavérico está a solta. Dongsoo descobre que ele consegue se conectar à visão da pessoa que recebeu seu olho transplantado, mas a pessoa que recebeu o olho é um serial killer. |                     |               |                          |                       |
| 2 | "Conjunção" "결합"  | Takashi Miike | Masaru Nakamura e Ha-dam | 7 de dezembro de 2022 |
| Dongsoo traça o paradeiro do assassino que recebeu o seu olho graças a visão conectada. Com o caçador de órgãos atrás dele, será que Dongsoo conseguirá achar o assassino e recuperar seu olho a tempo?                                                                                                  |                     |               |                          |                       |
| 3 | "Composição" "작곡" | Takashi Miike | Masaru Nakamura e Ha-dam | 7 de dezembro de 2022 |
| O assassino ataca novamente. Enquanto tenta pegá-lo, Dongsoo acaba se tornando suspeito de assassinato. Com ajuda para sair dessa enrascada, ele enfrenta a realidade nua e crua de “Connect”. Jinseop, o artista cadavérico, agora está ciente da existência de Dongsoo.                                |                     |               |                          |                       |
| 4 | "Confissão" "자백"  | Takashi Miike | Masaru Nakamura e Ha-dam | 7 de dezembro de 2022 |
| Dongsoo conta seu segredo para o Inspetor Choi. Jinseop sequestra o médico que fez a cirurgia de transplante e arranca uma confissão dele. Irang, uma aspirante a escritora, conta a verdade para Dongsoo. Jinseop arma uma emboscada para pegar Dongsoo, que dribla seus planos.                        |                     |               |                          |                       |
| 5 | "Confecção" "조작"  | Takashi Miike | Masaru Nakamura e Ha-dam | 7 de dezembro de 2022 |
| Jinseop sequestra Z para atrair Dongsoo. Para piorar a situação, o dono do lixão também está em perigo. As chances de sucesso diminuem para Dongsoo enquanto ele tenta resgatar ambos de Jinseop. |                     |               |                          |                       |
| 6 | "Confusão" "혼란"   | Takashi Miike | Masaru Nakamura e Ha-dam | 7 de dezembro de 2022 |
| Dongsoo é mantido refém por Jinseop em seu ateliê. Irang e o Inspetor Choi armam uma invasão no ateliê, mas seus interesses divergentes acabam causando uma situação caótica. |                     |               |                          |                       |

## Produção
Em junho de 2021, o Studio Dragon anunciou que estava se preparando para produzir um novo drama intitulado Connect com o diretor japonês Takashi Miike. A série é o primeiro drama sul-coreano a ser produzido por um diretor japonês.
Em janeiro de 2022, foi relatado que as filmagens da série estavam em andamento. As filmagens supostamente terminaram em março de 2022.

## Lançamento
A série estreou no 27º Festival Internacional de Cinema de Busan na "Seção Onscreen" em 6 de outubro de 2022, onde os três primeiros episódios foram exibidos.
Todos os 6 episódios de Connect serão lançados em 7 de dezembro internacionalmente no Disney+ via hub Star, no Star+ na América Latina, no Hulu nos Estados Unidos e no Disney+ Hotstar.